# Murphy's War
Murphy's War is een Britse oorlogsfilm uit 1971, geregisseerd door Peter Yates en met Peter O'Toole in de titelrol. De film is gebaseerd op het gelijknamige boek van Max Catto.

## Verhaal
Tegen het einde van de Tweede Wereldoorlog torpedeert een Duitse U-boot het vrachtschip Mount Kyle voor de kust van Zuid-Amerika. De U-boot vermoordt daarenboven alle overlevenden, op Murphy (Peter O'Toole) en de zwaargewonde piloot Ellis (John Hallam) na. Ze komen terecht in een missiepost aan de Orinoco in Venezuela, waar ze verzorgd worden door dokter Hayden (Siân Phillips).
De onderzeeër verschuilt zich stroomopwaarts in de rivier. Wanneer de Duitsers Ellis vermoorden teneinde hun positie geheim te houden, besluit Murphy om wraak te nemen. Hij begint een eenmansoorlog tegen de onderzeeër. Zelfs wanneer uit Europa het nieuws komt dat Duitsland heeft gecapituleerd blijft hij doorzetten. Hij leert zichzelf vliegen met het Grumman J2F Duck watervliegtuig van Ellis om de duikboot op te sporen. Met de hulp van de Franse ingenieur Louis (Philippe Noiret) kan hij ten slotte de U-boot vernietigen, maar dat wordt ook zijn eigen ondergang.

## Rolverdeling
| Acteur          | Personage                        |
| --------------- | -------------------------------- |
| Peter O'Toole   | Murphy                           |
| Siân Phillips   | dr. Hayden                       |
| Philippe Noiret | Louis Brezan                     |
| Horst Janson    | Lauchs, commandant van de U-boot |
| John Hallam     | Lt. Ellis                        |